# Tour de qualification de la Ligue des champions de hockey sur glace 2017-2018
Le Tour de qualification de la Ligue des champions de hockey sur glace 2017-2018 est la première partie de cette compétition européenne de hockey sur glace, disputée sous forme de mini-championnat par 32 équipes entre le 24 août et le 11 octobre 2017. À l'issue de cette phase de poules, les deux premières équipes de chaque groupe sont qualifiées et intègrent la série éliminatoire (seizièmes de finale).

## Groupe A
| Clt   | Équipe                 | PJ | V | VP | D | DP | BP | BC | Diff | Pts |
| ----- | ---------------------- | -- | - | -- | - | -- | -- | -- | ---- | --- |
| +001, | Tappara                | 6  | 5 | 0  | 1 | 0  | 26 | 11 | +15  | 15  |
| +002, | EC Red Bull Salzbourg  | 6  | 3 | 0  | 3 | 0  | 20 | 22 | -2   | 9   |
| +003, | HC ’05 Banská Bystrica | 6  | 2 | 0  | 4 | 0  | 13 | 18 | -5   | 6   |
| +004, | Grizzlys Wolfsbourg    | 6  | 2 | 0  | 4 | 0  | 15 | 23 | -8   | 6   |

- Qualifié pour les séries éliminatoires

| 25 août | Grizzlys Wolfsbourg | 4-3 (2-0, 1-0, 1-3) | HC ’05 Banská Bystrica | Volksbank BraWo Eis Arena Wolfsburg |

| Feuille de match | Feuille de match | Feuille de match            | Feuille de match                                                                                                  | Feuille de match                                                                             |
| ---------------- | --- | --------------------------- | --- | -------------------------------------------------------------------------------------------- |
|                  | Fauser (Furchner, Foucault) — 5 min 55 s (SN) Hoehenleitner (Krupp) — 9 min 1 s (IN) Reifers (Foucault, Wurm) — 34 min 31 s - Weiß (Ankert, Dixon) — 41 min 40 s - | 1-0 2-0 3-0 3-1 4-1 4-2 4-3 | - Dame-Malka (Sedlák) — 40 min 53 s - Kubka (Gabor, Lamper) — 57 min 11 s Lamper (Gabor, Ďatelinka) — 59 min 43 s | Arbitrage : Oldřich Hejduk et Gordon Schukies Juges de lignes : Marcus Höfer et Jonas Merten |
| Kuhn             | Gardiens | Lukáš                       | | Arbitrage : Oldřich Hejduk et Gordon Schukies Juges de lignes : Marcus Höfer et Jonas Merten |
| 6 min            | Pénalités | 10 min                      | | Arbitrage : Oldřich Hejduk et Gordon Schukies Juges de lignes : Marcus Höfer et Jonas Merten |
| 22               | Tirs | 22                          | | Arbitrage : Oldřich Hejduk et Gordon Schukies Juges de lignes : Marcus Höfer et Jonas Merten |

| 25 août | EC Red Bull Salzbourg | 1-6 (1-3, 0-2, 0-1) | Tappara | Eisarena Salzbourg |

| Feuille de match | Feuille de match                | Feuille de match            | Feuille de match | Feuille de match                                                                               |
| ---------------- | ------------------------------- | --------------------------- | --- | ---------------------------------------------------------------------------------------------- |
|                  | Kuusela (Harris) — 4 min 35 s - | 1-0 1-1 1-2 1-3 1-4 1-5 1-6 | - Peltola (Mikkola, Jasu) — 7 min 33 s (IN) Jasu (Luoto, Nurmi) — 10 min 33 s Karjalainen (Záborský, Lehtonen) — 17 min 15 s (SN) Rauhala (Rantakari) — 21 min 43 s Kuusela (Ojamäki) — 27 min 30 s Lehtonen (Peltola, Kemiläinen) — 44 min 11 s | Arbitrage : Robert Hallin et Patrick Gruber Juges de lignes : Daniel Soos et Gasper Jaka Zgonc |
| Starkbaum        | Gardiens                        | Hrachovina                  | | Arbitrage : Robert Hallin et Patrick Gruber Juges de lignes : Daniel Soos et Gasper Jaka Zgonc |
| 33 min           | Pénalités                       | 12 min                      | | Arbitrage : Robert Hallin et Patrick Gruber Juges de lignes : Daniel Soos et Gasper Jaka Zgonc |
| 27               | Tirs                            | 33                          | | Arbitrage : Robert Hallin et Patrick Gruber Juges de lignes : Daniel Soos et Gasper Jaka Zgonc |

| 27 août | Grizzlys Wolfsbourg | 1-7 (0-1, 0-3, 1-3) | Tappara |  |

| 27 août | EC Red Bull Salzbourg | 5-0 (2-0, 2-0, 1-0) | HC ’05 Banská Bystrica |  |

| 1er septembre | HC ’05 Banská Bystrica | 0-1 (0-0, 0-1, 0-0) | Grizzlys Wolfsbourg |  |

| 1er septembre | Tappara | 4-2 (1-2, 1-0, 2-0) | EC Red Bull Salzbourg |  |

| 3 septembre | HC ’05 Banská Bystrica | 5-3 (1-1, 2-0, 2-2) | EC Red Bull Salzbourg |  |

| 3 septembre | Tappara | 4-2 (2-0, 1-1, 1-1) | Grizzlys Wolfsbourg |  |

| 3 octobre | Grizzlys Wolfsbourg | 4-5 (2-3, 2-2, 0-0) | EC Red Bull Salzbourg |  |

| 4 octobre | Tappara | 3-0 (2-0, 0-0, 1-0) | HC ’05 Banská Bystrica |  |

| 11 octobre | HC ’05 Banská Bystrica | 5-2 (1-1, 2-0, 2-1) | Tappara |  |

| 11 octobre | EC Red Bull Salzbourg | 4-3 (2-1, 0-0, 2-2) | Grizzlys Wolfsbourg |  |

## Groupe B
| Clt   | Équipe           | PJ | V | VP | D | DP | BP | BC | Diff | Pts |
| ----- | ---------------- | -- | - | -- | - | -- | -- | -- | ---- | --- |
| +001, | Malmö Redhawks   | 6  | 4 | 0  | 1 | 1  | 23 | 17 | +6   | 13  |
| +002, | HC Kometa Brno   | 6  | 2 | 3  | 1 | 0  | 18 | 15 | +3   | 12  |
| +003, | KalPa            | 6  | 3 | 0  | 2 | 1  | 25 | 22 | +3   | 10  |
| +004, | Stavanger Oilers | 6  | 0 | 0  | 5 | 1  | 13 | 25 | -12  | 1   |

- Qualifié pour les séries éliminatoires

| 24 août | KalPa | 6-4 (0-2, 2-2, 4-0) | Malmö Redhawks | Niiralen Monttu |

| Feuille de match | Feuille de match | Feuille de match                        | Feuille de match | Feuille de match                                                                               |
| ---------------- | --- | --------------------------------------- | --- | ---------------------------------------------------------------------------------------------- |
|                  | - Gymer (Maione) — 25 min 52 s - Kantola (Tavi, Gymer) — 39 min 10 s (SN) Lavoie (Jokinen, Sebök) — 45 min 2 s Kantola (Luostarinen, Tavi) — 48 min 57 s Kantola (Leskinen, Tavi) — 51 min 13 s (SN) Luostarinen (Kantola, Leskinen) — 58 min 14 s | 0-1 0-2 1-2 1-3 1-4 2-4 3-4 4-4 5-4 6-4 | Görtz (Zaar) — 5 min 49 s Miele (Rakhshani) — 6 min 4 s - Händemark (Forsberg) — 29 min 31 s (IN) Olsson (Storm) — 30 min 40 s - | Arbitrage : Kristijan Nikolic et Joonas Kova Juges de lignes : Uussi Thomann et Hannu Sormunen |
| Hovinen          | Gardiens | Nilstorp                                | | Arbitrage : Kristijan Nikolic et Joonas Kova Juges de lignes : Uussi Thomann et Hannu Sormunen |
| 12 min           | Pénalités | 10 min                                  | | Arbitrage : Kristijan Nikolic et Joonas Kova Juges de lignes : Uussi Thomann et Hannu Sormunen |
| 23               | Tirs | 29                                      | | Arbitrage : Kristijan Nikolic et Joonas Kova Juges de lignes : Uussi Thomann et Hannu Sormunen |

| 24 août | Stavanger Oilers | 1-2 (0-1, 1-0, 0-1) | HC Kometa Brno | DNB Arena 3 067 spectateurs |

| Feuille de match | Feuille de match                          | Feuille de match | Feuille de match                                              | Feuille de match                                                                                           |
| ---------------- | ----------------------------------------- | ---------------- | ------------------------------------------------------------- | --- |
|                  | - Søberg (Strøm, Kokkala) — 26 min 49 s - | 0-1 1-1 1-2      | Němec — 14 min 22 s - Mallet (Zohorna, Nahodil) — 47 min 55 s | Arbitrage : Trpimir Piragić et Roy Stian Hansen Juges de lignes : Knut Einar Bråten et Thomas N. Pettersen |
| Holm             | Gardiens                                  | Čiliak           |                                                               | Arbitrage : Trpimir Piragić et Roy Stian Hansen Juges de lignes : Knut Einar Bråten et Thomas N. Pettersen |
| 6 min            | Pénalités                                 | 18 min           |                                                               | Arbitrage : Trpimir Piragić et Roy Stian Hansen Juges de lignes : Knut Einar Bråten et Thomas N. Pettersen |
| 15               | Tirs                                      | 23               |                                                               | Arbitrage : Trpimir Piragić et Roy Stian Hansen Juges de lignes : Knut Einar Bråten et Thomas N. Pettersen |

| 26 août | KalPa | 2-4 (1-2, 0-0, 1-2) | HC Kometa Brno |  |

| 26 août | Stavanger Oilers | 3-4 (0-1, 1-0, 2-3) | Malmö Redhawks |  |

| 31 août | HC Kometa Brno | 3-2 (pr) (1-1, 0-1, 1-0, 1-0) | KalPa |  |

| 31 août | Malmö Redhawks | 2-1 (0-1, 1-0, 1-0) | Stavanger Oilers |  |

| 2 septembre | HC Kometa Brno | 4-3 (pr) (1-2, 0-1, 2-0, 1-0) | Stavanger Oilers |  |

| 2 septembre | Malmö Redhawks | 6-2 (3-0, 2-1, 1-1) | KalPa |  |

| 3 octobre | HC Kometa Brno | 5-4 (pr) (2-0, 1-1, 1-3, 1-0) | Malmö Redhawks |  |

| 4 octobre | KalPa | 7-1 (3-1, 1-0, 3-0) | Stavanger Oilers |  |

| 10 octobre | Malmö Redhawks | 3-0 (0-0, 1-0, 2-0) | HC Kometa Brno |  |

| 11 octobre | Stavanger Oilers | 4-6 (3-3, 1-0, 0-3) | KalPa |  |

## Groupe C
| Clt   | Équipe           | PJ | V | VP | D | DP | BP | BC | Diff | Pts |
| ----- | ---------------- | -- | - | -- | - | -- | -- | -- | ---- | --- |
| +001, | EV Zoug          | 6  | 3 | 1  | 2 | 0  | 20 | 16 | +4   | 11  |
| +002, | JYP Jyväskylä    | 6  | 3 | 1  | 2 | 0  | 16 | 15 | +1   | 11  |
| +003, | HK Nioman Hrodna | 6  | 1 | 1  | 1 | 3  | 18 | 18 | 0    | 8   |
| +004, | Vienna Capitals  | 6  | 1 | 1  | 3 | 1  | 17 | 22 | -5   | 6   |

- Qualifié pour les séries éliminatoires

| 25 août | HK Nioman Hrodna | 5-4 (pr) (1-2, 1-1, 2-1, 1-0) | Vienna Capitals | Palais de glace Hrodna |

| Feuille de match | Feuille de match | Feuille de match                    | Feuille de match | Feuille de match                                                                                  |
| ---------------- | --- | ----------------------------------- | --- | ------------------------------------------------------------------------------------------------- |
|                  | Korshunov (Boyarchuk, Malyavko) — 28 s - Stefanovitch (Pasiut, Dorofeyev) — 35 min 17 s (SN) - Levsha (Remezov) — 45 min 28 s Sergei Malyavko ( Boyarchuk) — 49 min 13 s - Zhidkikh ( Pasiut) — 61 min 23 s | 1-0 1-1 1-2 2-2 2-3 3-3 4-3 4-4 5-4 | - Sharp (Holzapfel) — 17 min 33 s (SN) Pollastrone (Fraser) — 17 min 47 s - Klubertanz (Vause) — 35 min 33 s - Mckiernan (Brocklehurst, Tessier) — 52 min 20 s (SN) - | Arbitrage : Denis Naumov et Andrei Schrubok Juges de lignes : Viktor ZInchenko et Mikita Paliakou |
| Trous            | Gardiens | Lamoureux                           | | Arbitrage : Denis Naumov et Andrei Schrubok Juges de lignes : Viktor ZInchenko et Mikita Paliakou |
| 14 min           | Pénalités | 22 min                              | | Arbitrage : Denis Naumov et Andrei Schrubok Juges de lignes : Viktor ZInchenko et Mikita Paliakou |
| 30               | Tirs | 20                                  | | Arbitrage : Denis Naumov et Andrei Schrubok Juges de lignes : Viktor ZInchenko et Mikita Paliakou |

| 25 août | JYP Jyväskylä | 3-2 (1-0, 1-1, 1-1) | EV Zoug |  |

| Feuille de match | Feuille de match | Feuille de match | Feuille de match | Feuille de match  |
| ---------------- | ---------------- | ---------------- | ---------------- | ----------------- |
|                  |                  |                  |                  | Juges de lignes : |
|                  |                  |                  |                  |                   |
|                  |                  |                  |                  |                   |
|                  |                  |                  |                  |                   |

| 27 août | HK Nioman Hrodna | 2-3 (1-0, 0-3, 1-0) | EV Zoug |  |

| 27 août | JYP Jyväskylä | 4-1 (2-0, 0-0, 2-1) | Vienna Capitals |  |

| 31 août | EV Zoug | 3-2 (TB) (0-0, 2-2, 0-0, 0-0, 1-0) | HK Nioman Hrodna |  |

| 31 août | Vienna Capitals | 1-3 (0-1, 0-0, 1-2) | JYP Jyväskylä |  |

| 2 septembre | EV Zoug | 6-3 (3-2, 3-0, 0-1) | JYP Jyväskylä |  |

| 2 septembre | Vienna Capitals | 5-4 (TB) (2-0, 1-3, 1-1, 0-0, 1-0) | HK Nioman Hrodna |  |

| 3 octobre | JYP Jyväskylä | 3-2 (TB) (1-0, 1-0, 0-2, 0-0, 1-0) | HK Nioman Hrodna |  |

| 3 octobre | Vienna Capitals | 5-3 (2-2, 0-1, 3-0) | EV Zoug |  |

| 10 octobre | EV Zoug | 3-1 (0-0, 0-1, 3-0) | Vienna Capitals |  |

| 10 octobre | HK Nioman Hrodna | 3-0 (0-0, 0-0, 3-0) | JYP Jyväskylä |  |

## Groupe D
| Clt   | Équipe            | PJ | V | VP | D | DP | BP | BC | Diff | Pts |
| ----- | ----------------- | -- | - | -- | - | -- | -- | -- | ---- | --- |
| +001, | Adler Mannheim    | 6  | 5 | 0  | 1 | 0  | 26 | 12 | +14  | 15  |
| +002, | HC Oceláři Třinec | 6  | 4 | 0  | 1 | 1  | 20 | 10 | +10  | 13  |
| +003, | HV71              | 6  | 2 | 1  | 3 | 0  | 16 | 16 | 0    | 8   |
| +004, | Esbjerg Energy    | 6  | 0 | 0  | 6 | 0  | 7  | 31 | -24  | 0   |

- Qualifié pour les séries éliminatoires

| 24 août | HV71 | 1-4 (0-2, 1-1, 0-1) | Adler Mannheim | Kinnarps Arena 2 156 spectateurs |

| Feuille de match | Feuille de match           | Feuille de match    | Feuille de match | Feuille de match                                                                                |
| ---------------- | -------------------------- | ------------------- | --- | ----------------------------------------------------------------------------------------------- |
|                  | - Stenlund — 31 min 36 s - | 0-1 0-2 1-2 1-3 1-4 | Raedeke (Plachta) — 6 min 44 s Wolf (Raedeke) — 15 min 5 s - MacMurchy (Wolf) — 32 min 9 s Plachta (Colaiacovo, Setoguchi) — 40 min 51 s (SN) | Arbitrage : Stefan Fonselius et Marcus Linde Juges de lignes : Andreas Nyqvist et Johan Löfgren |
| Söderström       | Gardiens                   | Endras              | | Arbitrage : Stefan Fonselius et Marcus Linde Juges de lignes : Andreas Nyqvist et Johan Löfgren |
| 6 min            | Pénalités                  | 8 min               | | Arbitrage : Stefan Fonselius et Marcus Linde Juges de lignes : Andreas Nyqvist et Johan Löfgren |
| 25               | Tirs                       | 16                  | | Arbitrage : Stefan Fonselius et Marcus Linde Juges de lignes : Andreas Nyqvist et Johan Löfgren |

| 25 août | HC Oceláři Třinec | 9-1 (4-0, 2-1, 3-0) | Esbjerg Energy |  |

| Feuille de match | Feuille de match | Feuille de match | Feuille de match | Feuille de match  |
| ---------------- | ---------------- | ---------------- | ---------------- | ----------------- |
|                  |                  |                  |                  | Juges de lignes : |
|                  |                  |                  |                  |                   |
|                  |                  |                  |                  |                   |
|                  |                  |                  |                  |                   |

| 27 août | HC Oceláři Třinec | 3-0 (1-0, 1-0, 1-0) | Adler Mannheim |  |

| 27 août | HV71 | 3-0 (0-0, 1-0, 2-0) | Esbjerg Energy |  |

| 31 août | Adler Mannheim | 6-2 (3-0, 1-1, 2-1) | HC Oceláři Třinec |  |

| 31 août | Esbjerg Energy | 2-7 (0-1, 0-3, 2-3) | HV71 |  |

| 2 septembre | Adler Mannheim | 6-3 (1-2, 2-0, 3-1) | HV71 |  |

| 2 septembre | Esbjerg Energy | 1-2 (1-1, 0-1, 0-0) | HC Oceláři Třinec |  |

| 3 octobre | Esbjerg Energy | 2-6 (0-1, 2-2, 0-3) | Adler Mannheim |  |

| 3 octobre | HV71 | 2-1 (TB) (0-1, 0-0, 1-0, 0-0, 1-0) | HC Oceláři Třinec |  |

| 10 octobre | Adler Mannheim | 4-1 (2-0, 0-1, 2-0) | Esbjerg Energy |  |

| 10 octobre | HC Oceláři Třinec | 3-0 (2-0, 0-0, 1-0) | HV71 |  |

## Groupe E
| Clt   | Équipe                | PJ | V | VP | D | DP | BP | BC | Diff | Pts |
| ----- | --------------------- | -- | - | -- | - | -- | -- | -- | ---- | --- |
| +001, | Växjö Lakers          | 6  | 4 | 1  | 1 | 0  | 22 | 16 | +6   | 14  |
| +002, | HC Bílí Tygři Liberec | 6  | 3 | 0  | 2 | 1  | 24 | 21 | +3   | 10  |
| +003, | HC Davos              | 6  | 2 | 0  | 3 | 1  | 22 | 19 | +3   | 7   |
| +004, | Cardiff Devils        | 6  | 1 | 1  | 4 | 0  | 17 | 29 | -12  | 5   |

- Qualifié pour les séries éliminatoires

| 24 août | HC Bílí Tygři Liberec | 3-4 (pr) (0-1, 3-1, 0-1, 0-1) | Växjö Lakers | Home Credit Arena 4 236 spectateurs |

| Feuille de match | Feuille de match                                                              | Feuille de match            | Feuille de match | Feuille de match                                                                             |
| ---------------- | ----------------------------------------------------------------------------- | --------------------------- | --- | -------------------------------------------------------------------------------------------- |
|                  | - Bakoš — 31 min 1 s (IN) Ordoš — 32 min 23 s Lakatoš (Bulíř) — 34 min 25 s - | 0-1 0-2 1-2 2-2 3-2 3-3 3-4 | Josefsson (Kiiskinen) — 9 min 7 s (SN) Brodecki (Fröberg, Bohm) — 20 min 37 s - Pettersson (Persson) — 50 min 32 s Rosén — 62 min 10 s | Arbitrage : Vladimír Pešina et Daniel Stricker Juges de lignes : Tomáš Gerát et Daniel Hynek |
| Will             | Gardiens                                                                      | Andren                      | | Arbitrage : Vladimír Pešina et Daniel Stricker Juges de lignes : Tomáš Gerát et Daniel Hynek |
| 26 min           | Pénalités                                                                     | 10 min                      | | Arbitrage : Vladimír Pešina et Daniel Stricker Juges de lignes : Tomáš Gerát et Daniel Hynek |
| 31               | Tirs                                                                          | 26                          | | Arbitrage : Vladimír Pešina et Daniel Stricker Juges de lignes : Tomáš Gerát et Daniel Hynek |

| 24 août | HC Davos | 10-1 (2-0, 5-0, 3-1) | Cardiff Devils | Vaillant Arena 2 520 spectateurs |

| Feuille de match | Feuille de match | Feuille de match                             | Feuille de match                                  | Feuille de match                                                                           |
| ---------------- | --- | -------------------------------------------- | ------------------------------------------------- | ------------------------------------------------------------------------------------------ |
|                  | Dubois (Eggenberger, Little) — 2 min 20 s (2 SN) Egli (Kousal, Little) — 3 min 39 s (SN) Eggenberger (Jörg, Heldner) — 22 min 13 s Wieser (Ambühl, Kousal) — 31 min 26 s Jörg (Ambühl) — 33 min 19 s (IN) Dubois (Little, Simion) — 35 min 5 s (SN) Kousal (Ambühl) — 35 min 11 s - Jung (Egli, Eggenberger) — 49 min 32 s Sciaroni (Walser, Schneeberger) — 53 min 30 s Nygren (Little) — 55 min 7 s (SN) | 1-0 2-0 3-0 4-0 5-0 6-0 7-0 7-1 8-1 9-1 10-1 | - Martin (Bentivoglio, Hotam) — 40 min 4 s (SN) - | Arbitrage : Manuel Nikolić et Marc Wiegand Juges de lignes : David Obwegeser et Simon Wust |
| van Pottelberghe | Gardiens | Bowns (35 min 12 s) Murdy (24 min 48 s)      |                                                   | Arbitrage : Manuel Nikolić et Marc Wiegand Juges de lignes : David Obwegeser et Simon Wust |
| 16 min           | Pénalités | 22 min                                       |                                                   | Arbitrage : Manuel Nikolić et Marc Wiegand Juges de lignes : David Obwegeser et Simon Wust |
| 41               | Tirs | 22                                           |                                                   | Arbitrage : Manuel Nikolić et Marc Wiegand Juges de lignes : David Obwegeser et Simon Wust |

| 26 août | HC Bílí Tygři Liberec | 5-2 (0-2, 3-0, 2-0) | Cardiff Devils |  |

| 26 août | HC Davos | 0-3 (0-1, 0-2, 0-0) | Växjö Lakers |  |

| 31 août | Växjö Lakers | 5-3 (2-1, 1-1, 2-1) | HC Davos |  |

| 31 août | Cardiff Devils | 3-7 (2-1, 1-4, 0-2) | HC Bílí Tygři Liberec |  |

| 2 septembre | Växjö Lakers | 6-3 (1-0, 2-2, 3-1) | HC Bílí Tygři Liberec |  |

| 3 septembre | Cardiff Devils | 4-3 (pr) (2-1, 1-2, 0-0, 1-0) | HC Davos |  |

| 3 octobre | HC Bílí Tygři Liberec | 4-3 (0-0, 2-1, 2-2) | HC Davos |  |

| 3 octobre | Cardiff Devils | 5-1 (1-0, 2-0, 2-1) | Växjö Lakers |  |

| 11 octobre | HC Davos | 3-2 (1-1, 2-0, 0-1) | HC Bílí Tygři Liberec |  |

| 11 octobre | Växjö Lakers | 3-2 (2-1, 1-1, 0-0) | Cardiff Devils |  |

## Groupe F
| Clt   | Équipe              | PJ | V | VP | D | DP | BP | BC | Diff | Pts |
| ----- | ------------------- | -- | - | -- | - | -- | -- | -- | ---- | --- |
| +001, | Nottingham Panthers | 6  | 3 | 1  | 2 | 0  | 18 | 17 | +1   | 11  |
| +002, | CP Berne            | 6  | 3 | 0  | 3 | 0  | 21 | 16 | +5   | 9   |
| +003, | TPS                 | 6  | 3 | 0  | 3 | 0  | 12 | 15 | -2   | 9   |
| +004, | Mountfield HK       | 6  | 2 | 0  | 3 | 1  | 18 | 21 | -3   | 7   |

- Qualifié pour les séries éliminatoires

| 24 août | Mountfield HK | 5-1 (2-0, 0-0, 3-1) | TPS | Hradec Králové 3 519 spectateurs |

| Feuille de match | Feuille de match | Feuille de match        | Feuille de match                                     | Feuille de match                                                                           |
| ---------------- | --- | ----------------------- | ---------------------------------------------------- | ------------------------------------------------------------------------------------------ |
|                  | Vopelka (Pavlík) — 12 min 39 s Jarůšek (Barák) — 16 min 32 s Koukal (Pavlík, Cingel) — 40 min 24 s (2 SN) Vopelka (Kukumberg) — 46 min 31 s - Bednář (Koukal) — 57 min 20 s (SN) | 1-0 2-0 3-0 4-0 4-1 5-1 | - Pajuniemi (Nyström, Tallinder) — 55 min 1 s (SN) - | Arbitrage : Jan Hribik et Marian Rohatsch Juges de lignes : Miroslav Lhotský et Josef Špůr |
| Sedláček         | Gardiens | Setänen                 |                                                      | Arbitrage : Jan Hribik et Marian Rohatsch Juges de lignes : Miroslav Lhotský et Josef Špůr |
| 8 min            | Pénalités | 12 min                  |                                                      | Arbitrage : Jan Hribik et Marian Rohatsch Juges de lignes : Miroslav Lhotský et Josef Špůr |
| 39               | Tirs | 18                      |                                                      | Arbitrage : Jan Hribik et Marian Rohatsch Juges de lignes : Miroslav Lhotský et Josef Špůr |

| 24 août | CP Berne | 5-2 (2-0, 3-2, 0-0) | Nottingham Panthers | PostFinance Arena 6 072 spectateurs |

| Feuille de match | Feuille de match | Feuille de match            | Feuille de match                                                  | Feuille de match                                                                             |
| ---------------- | --- | --------------------------- | ----------------------------------------------------------------- | -------------------------------------------------------------------------------------------- |
|                  | Noreau (Ebbett, Arcobello) — 3 min 41 s (SN) Moser (Ebbett, Noreau) — 5 min 8 s (SN) - Haas — 24 min 31 s Meyer (Bodenmann, Noreau) — 27 min 50 s Berger (Bodenmann, Haas) — 34 min 27 s - | 1-0 2-0 2-1 3-1 4-1 5-1 5-2 | - Shalla (Perlini) — 21 min 43 s - Shalla (Perlini) — 36 min 44 s | Arbitrage : Ladislav Smetana et Didier Massy Juges de lignes : Cedric Borga et Balazs Kovacs |
| Genoni           | Gardiens | Garnett                     |                                                                   | Arbitrage : Ladislav Smetana et Didier Massy Juges de lignes : Cedric Borga et Balazs Kovacs |
| 4 min            | Pénalités | 12 min                      |                                                                   | Arbitrage : Ladislav Smetana et Didier Massy Juges de lignes : Cedric Borga et Balazs Kovacs |
| 40               | Tirs | 20                          |                                                                   | Arbitrage : Ladislav Smetana et Didier Massy Juges de lignes : Cedric Borga et Balazs Kovacs |

| 26 août | Mountfield HK | 2-4 (0-1, 0-1, 2-2) | Nottingham Panthers |  |

| 26 août | CP Berne | 4-0 (2-0, 1-0, 1-0) | TPS |  |

| 31 août | Nottingham Panthers | 4-3 (pr) (0-0, 1-1, 2-2, 1-0) | Mountfield HK |  |

| 31 août | TPS | 3-1 (0-1, 0-0, 3-0) | CP Berne |  |

| 2 septembre | Nottingham Panthers | 4-2 (0-2, 2-0, 2-0) | CP Berne |  |

| 2 septembre | TPS | 3-1 (0-0, 2-0, 1-1) | Mountfield HK |  |

| 3 octobre | Nottingham Panthers | 2-0 (0-0, 2-0, 0-0) | TPS |  |

| 4 octobre | Mountfield HK | 5-4 (3-1, 1-2, 1-1) | CP Berne |  |

| 10 octobre | CP Berne | 5-2 (0-1, 4-0, 1-1) | Mountfield HK |  |

| 10 octobre | TPS | 5-2 (2-1, 0-0, 3-1) | Nottingham Panthers |  |

## Groupe G
| Clt   | Équipe              | PJ | V | VP | D | DP | BP | BC | Diff | Pts |
| ----- | ------------------- | -- | - | -- | - | -- | -- | -- | ---- | --- |
| +001, | EHC Red Bull Munich | 6  | 5 | 0  | 1 | 0  | 21 | 11 | +10  | 15  |
| +002, | Brynäs IF           | 6  | 4 | 1  | 1 | 0  | 25 | 12 | +13  | 14  |
| +003, | HIFK                | 6  | 2 | 0  | 3 | 1  | 20 | 20 | 0    | 7   |
| +004, | Cracovia            | 6  | 0 | 0  | 6 | 0  | 8  | 31 | -23  | 0   |

- Qualifié pour les séries éliminatoires

| 25 août | Brynäs IF | 4-3 (TB) (0-1, 2-0, 1-2, 0-0, 1-0) | HIFK |  |

| Feuille de match | Feuille de match | Feuille de match | Feuille de match | Feuille de match  |
| ---------------- | ---------------- | ---------------- | ---------------- | ----------------- |
|                  |                  |                  |                  | Juges de lignes : |
|                  |                  |                  |                  |                   |
|                  |                  |                  |                  |                   |
|                  |                  |                  |                  |                   |

| 25 août | EHC Red Bull Munich | 6-2 (1-0, 2-1, 3-1) | Cracovia |  |

| Feuille de match | Feuille de match | Feuille de match | Feuille de match | Feuille de match  |
| ---------------- | ---------------- | ---------------- | ---------------- | ----------------- |
|                  |                  |                  |                  | Juges de lignes : |
|                  |                  |                  |                  |                   |
|                  |                  |                  |                  |                   |
|                  |                  |                  |                  |                   |

| 27 août | Brynäs IF | 8-0 (2-0, 3-0, 3-0) | Cracovia |  |

| 27 août | EHC Red Bull Munich | 4-1 (1-1, 2-0, 1-0) | HIFK |  |

| 1er septembre | Cracovia | 1-2 (0-1, 0-0, 1-1) | EHC Red Bull Munich |  |

| 1er septembre | HIFK | 2-5 (0-1, 0-2, 2-2) | Brynäs IF |  |

| 3 septembre | Cracovia | 2-3 (0-0, 2-3, 0-0) | Brynäs IF |  |

| 3 septembre | HIFK | 2-4 (0-1, 1-2, 1-1) | EHC Red Bull Munich |  |

| 3 octobre | Cracovia | 0-6 (0-1, 0-3, 0-2) | HIFK |  |

| 3 octobre | EHC Red Bull Munich | 2-3 (0-1, 2-2, 0-0) | Brynäs IF |  |

| 10 octobre | Brynäs IF | 2-3 (1-0, 1-1, 0-2) | EHC Red Bull Munich |  |

| 10 octobre | HIFK | 6-3 (1-1, 3-1, 2-1) | Cracovia |  |

## Groupe H
| Clt   | Équipe           | PJ | V | VP | D | DP | BP | BC | Diff | Pts |
| ----- | ---------------- | -- | - | -- | - | -- | -- | -- | ---- | --- |
| +001, | Frölunda HC      | 6  | 5 | 1  | 0 | 0  | 21 | 10 | +11  | 17  |
| +002, | ZSC Lions        | 6  | 3 | 0  | 1 | 2  | 24 | 10 | +14  | 11  |
| +003, | EC Klagenfurt AC | 6  | 2 | 1  | 3 | 0  | 15 | 15 | 0    | 8   |
| +004, | Rapaces de Gap   | 6  | 0 | 0  | 6 | 0  | 8  | 33 | -25  | 0   |

- Qualifié pour les séries éliminatoires

| 24 août | Frölunda HC | 5-4 (pr) (0-1, 2-2, 2-1, 1-0) | ZSC Lions | Frölundaborg 3 128 spectateurs |

| Feuille de match | Feuille de match | Feuille de match                    | Feuille de match | Feuille de match                                                                                    |
| ---------------- | --- | ----------------------------------- | --- | --------------------------------------------------------------------------------------------------- |
|                  | - Olofsson (Friberg, Lasch) — 32 min 28 s (SN) - Olofsson (Lasch, Friberg) — 38 min 41 s (SN) Donovan (Almqvist, Lasch) — 56 min 7 s (SN) - Lundqvist (Almqvist, Lasch) — 59 min 46 s (JS) Lasch (Sigalet, Lundqvist) — 60 min 49 s | 0-1 0-2 1-2 1-3 2-3 3-3 3-4 4-4 5-4 | Pettersson (Nilsson) — 5 min 12 s Pestoni (Herzog, Wick) — 24 min 16 s (SN) - Herzog (Marti, Pelletier) — 33 min 24 s - Schäppi — 57 min 43 s - | Arbitrage : Aaro Brännare et Mikael Sjöqvist Juges de lignes : Emil Wernström et Alexander Waldejer |
| Gustafsson       | Gardiens | Flueler                             | | Arbitrage : Aaro Brännare et Mikael Sjöqvist Juges de lignes : Emil Wernström et Alexander Waldejer |
| 2 min            | Pénalités | 8 min                               | | Arbitrage : Aaro Brännare et Mikael Sjöqvist Juges de lignes : Emil Wernström et Alexander Waldejer |
| 39               | Tirs | 16                                  | | Arbitrage : Aaro Brännare et Mikael Sjöqvist Juges de lignes : Emil Wernström et Alexander Waldejer |

| 24 août | Rapaces de Gap | 3-6 (1-4, 2-0, 0-2) | EC Klagenfurt AC | Alp'Arena 1 977 spectateurs |

| Feuille de match | Feuille de match | Feuille de match                    | Feuille de match | Feuille de match                                                                                    |
| ---------------- | --- | ----------------------------------- | --- | --------------------------------------------------------------------------------------------------- |
|                  | - Thillet (Gutierrez, Bouvet) — 10 min 55 s - Thillet (Campbell) — 21 min 10 s (SN) Scheid (Glen) — 31 min 46 s (2 SN) - | 0-1 0-2 1-2 1-3 1-4 2-4 3-4 3-5 3-6 | Koch (Regehr, 21) — 4 s Neal (Fischer, Richter) — 10 min 32 s - Ganahl (Bischofberger, Talbot) — 14 min 21 s (SN) Neal (Koch, Schumnig) — 16 min 6 s - Fischer (Kapstad, Ganahl) — 53 min 43 s (SN) Talbot (Bischofberger, Ganahl) — 58 min 58 s | Arbitrage : Daniel Gamper et Geoffrey Barcelo Juges de lignes : Guillaume Gielly et Guihlerm Margry |
| Lerg             | Gardiens | Madlener                            | | Arbitrage : Daniel Gamper et Geoffrey Barcelo Juges de lignes : Guillaume Gielly et Guihlerm Margry |
| 14 min           | Pénalités | 16 min                              | | Arbitrage : Daniel Gamper et Geoffrey Barcelo Juges de lignes : Guillaume Gielly et Guihlerm Margry |
| 33               | Tirs | 39                                  | | Arbitrage : Daniel Gamper et Geoffrey Barcelo Juges de lignes : Guillaume Gielly et Guihlerm Margry |

| 26 août | Frölunda HC | 2-1 (1-0, 0-0, 1-1) | EC Klagenfurt AC |  |

| 26 août | Rapaces de Gap | 1-11 (1-2, 0-7, 0-2) | ZSC Lions |  |

| 31 août | ZSC Lions | 4-0 (2-0, 1-0, 1-0) | Rapaces de Gap |  |

| 31 août | EC Klagenfurt AC | 2-4 (1-2, 1-2, 0-0) | Frölunda HC |  |

| 2 septembre | ZSC Lions | 1-2 (0-1, 1-0, 0-1) | Frölunda HC |  |

| 2 septembre | EC Klagenfurt AC | 4-2 (3-0, 0-2, 1-0) | Rapaces de Gap |  |

| 3 octobre | Frölunda HC | 5-1 (1-0, 3-1, 1-0) | Rapaces de Gap |  |

| 3 octobre | EC Klagenfurt AC | 2-1 (pr) (1-0, 0-0, 0-1, 1-0) | ZSC Lions |  |

| 10 octobre | Rapaces de Gap | 1-3 (1-0, 0-1, 0-2) | Frölunda HC |  |

| 11 octobre | ZSC Lions | 3-0 (2-0, 1-0, 0-0) | EC Klagenfurt AC |  |